# Ford A (1927)
Pour les articles homonymes, voir Ford A.
La Ford A II de 1927-1931 est un second modèle construit à 4,850 millions d'exemplaires par Ford, jusqu'à son remplacement par les Ford B et Ford V8 de 1932 à 1934. Les camions développés simultanément étaient désignés Ford AA.

## Historique
En octobre 1927 Ford remplace sa mythique Ford T avec cette nouvelle Ford A (deuxième du nom), qui connaît un succès commercial international.

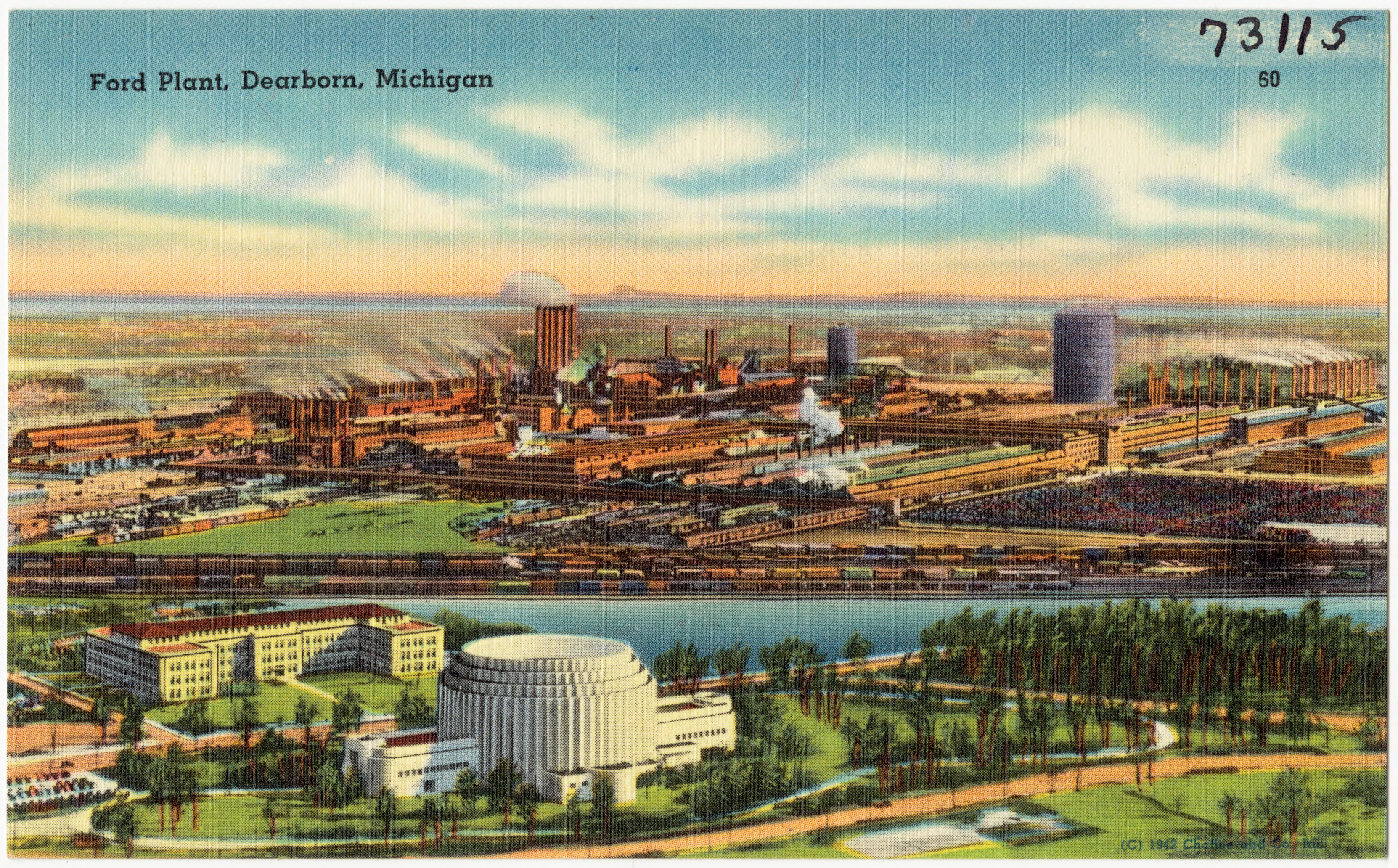
Usine Ford River Rouge Complex de Détroit vers 1930.
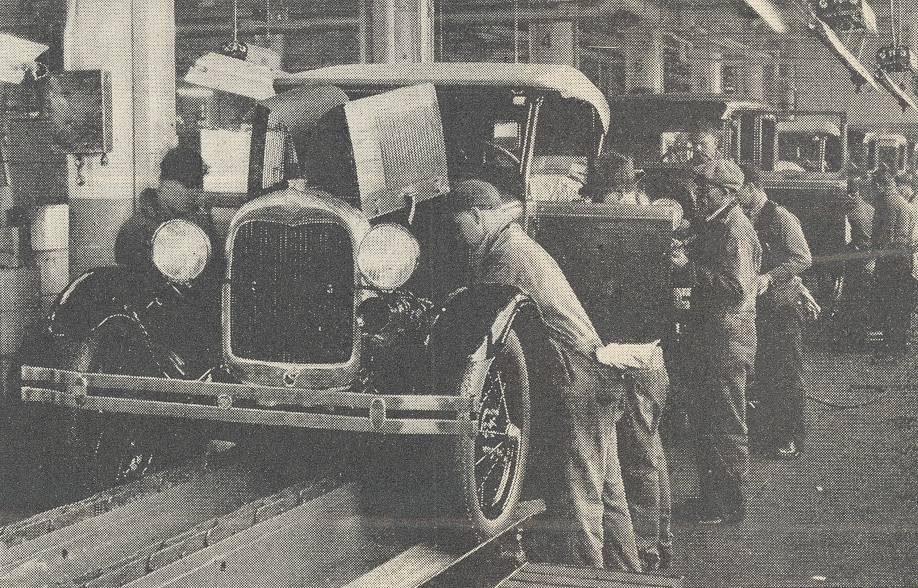
Fordisme à l'usine Ford River Rouge Complex de Détroit.
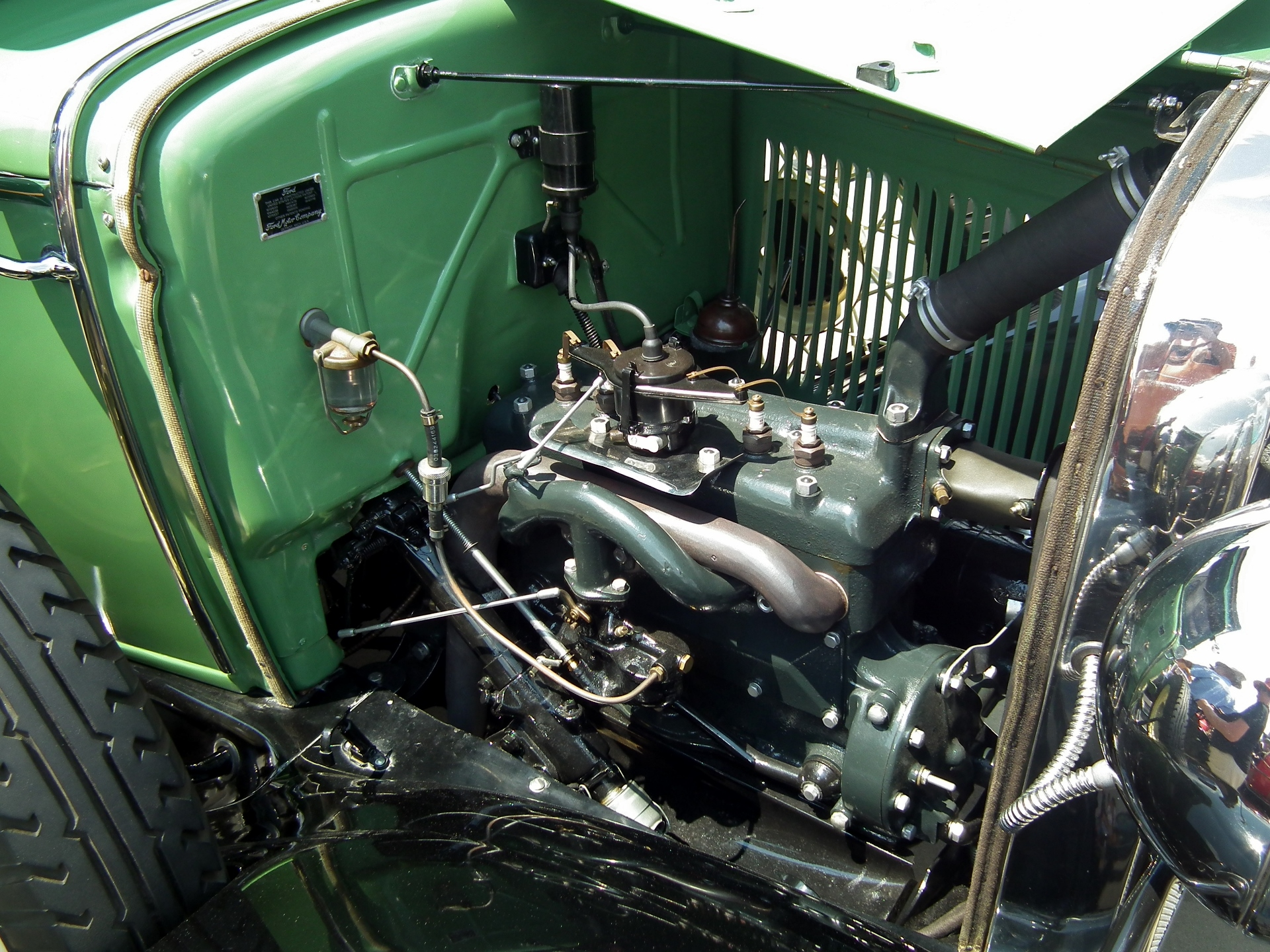
Moteur Ford 4 cylindres.

Elle sera déclinée en quatre années-modèle : 1928, 1929, 1930 et 1931 (commençant en octobre de l'année précédente). Elle est vendue avec une importante variété de carrosseries : ouvertes, fermées et/ou utilitaires (elles-mêmes disponibles avec de petites variations selon leur constructeur) telles que roadster, cabriolet, phaéton, de luxe phaéton, convertible sedan (berline découvrable), coach, coupé sport, business coupé, coupé, Victoria (à pare-brise incliné), berline à quatre ou six glaces, avec séparation chauffeur, station wagon, pick-up, roadster pick-up, delivery van (fourgonnette de livraison), Ford AA (fourgon / camion). Comme pour la Ford Modèle T, de nombreux accessoires, carrosseries spéciales et pièces mécaniques « sport » sont disponibles chez les revendeurs. Des versions spéciales à six roues, chenillées, tracteur routier, bus sont fabriquées hors série.
Elle est motorisée par un moteur 4 cylindres de 40 chevaux pour 104 km/h de vitesse de pointe, fabriqué comme les modèles précédents par les frères John et Horace Dodge. Les modèles 1928-1929 ont un capot plus étroit que celles de 1930-1931 et se distinguent par un raccord de capot plus anguleux. 
Les Ford A sont, avec les Ford T précédentes, des symboles du Fordisme (production industrielle en série qui permet de diviser les coûts de production par trois, d'augmenter les bénéfices, et d’augmenter les salaires des employés). À partir de 1930, les Ford A sont fabriquées avec une nouvelle calandre de radiateur plus allongée que les précédentes.

Le président Franklin Roosevelt en coupé cabriolet, en 1928.
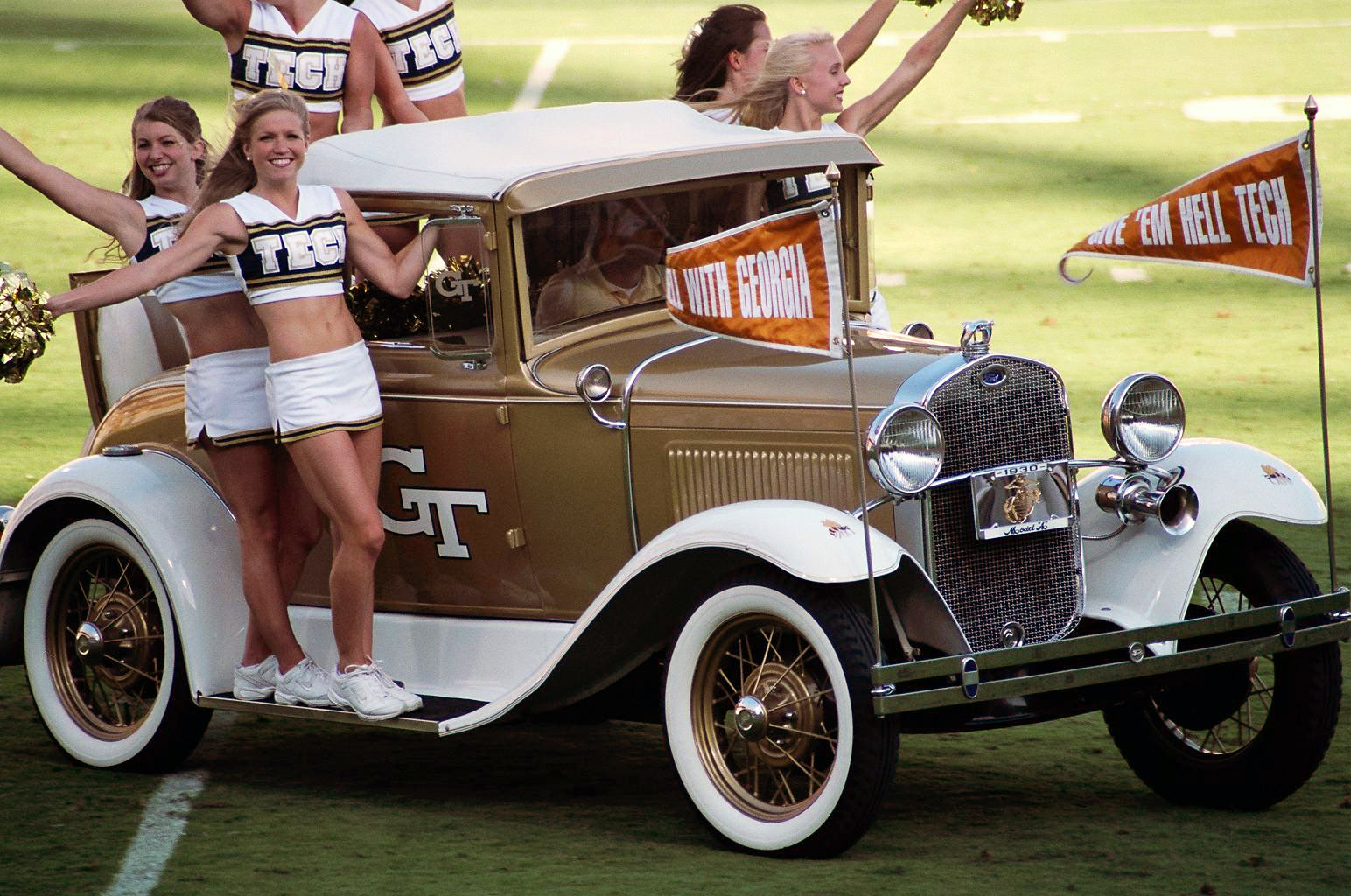
Coupé cabriolet sport 1930, mascotte du Georgia Institute of Technology d'Atlanta.
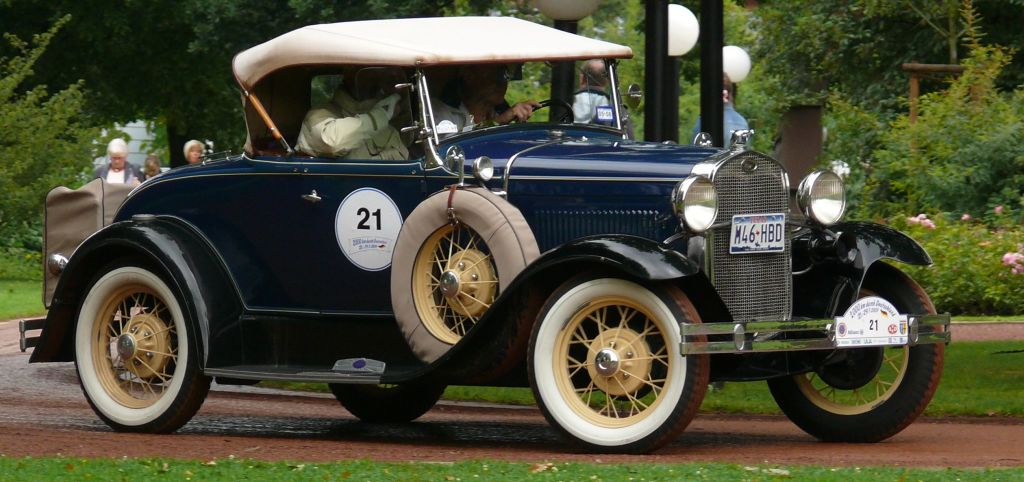
Deluxe Roadster de 1930 / 1931.
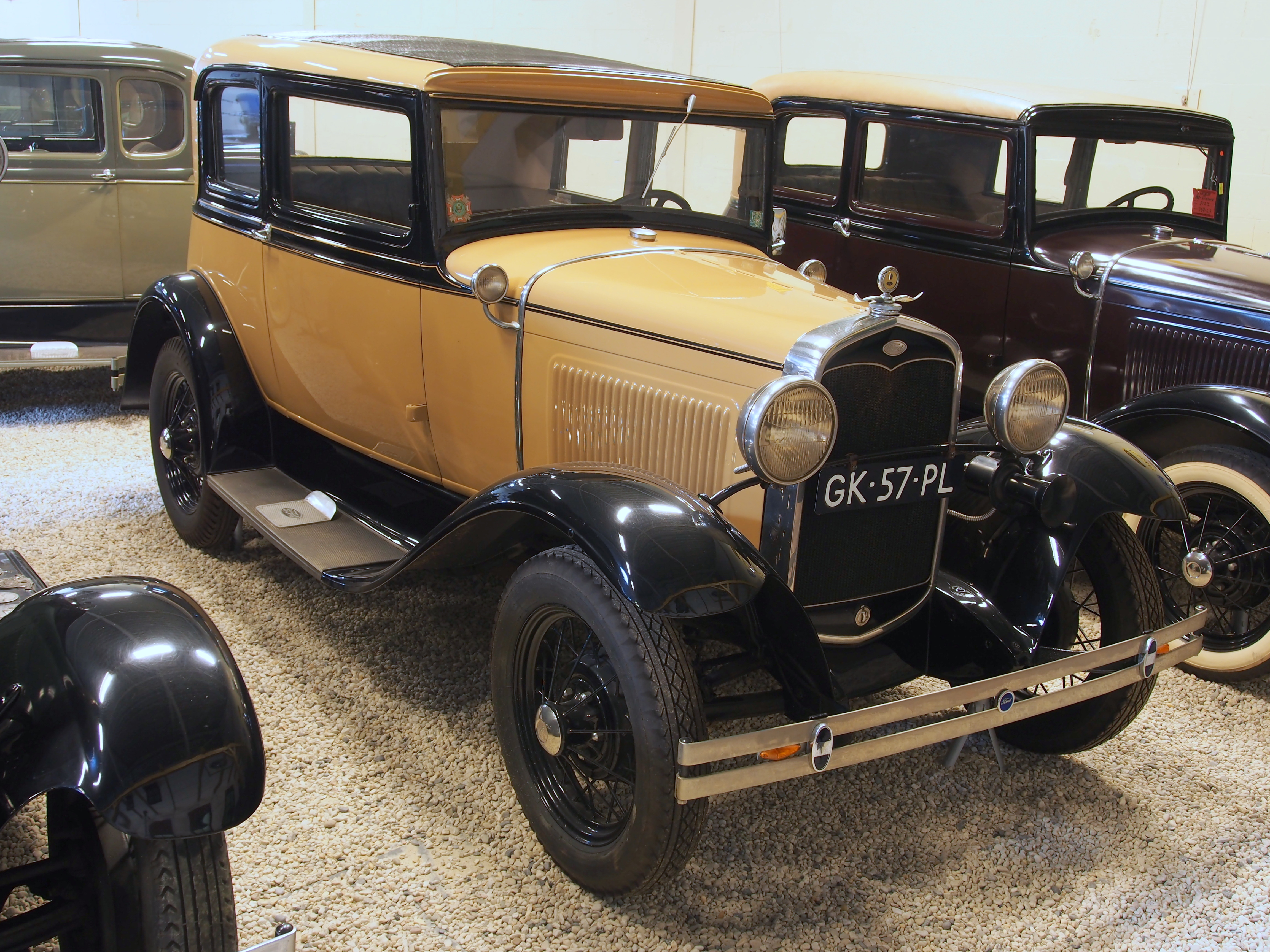
Deux Victoria 1931 à toit acier ou cuir.
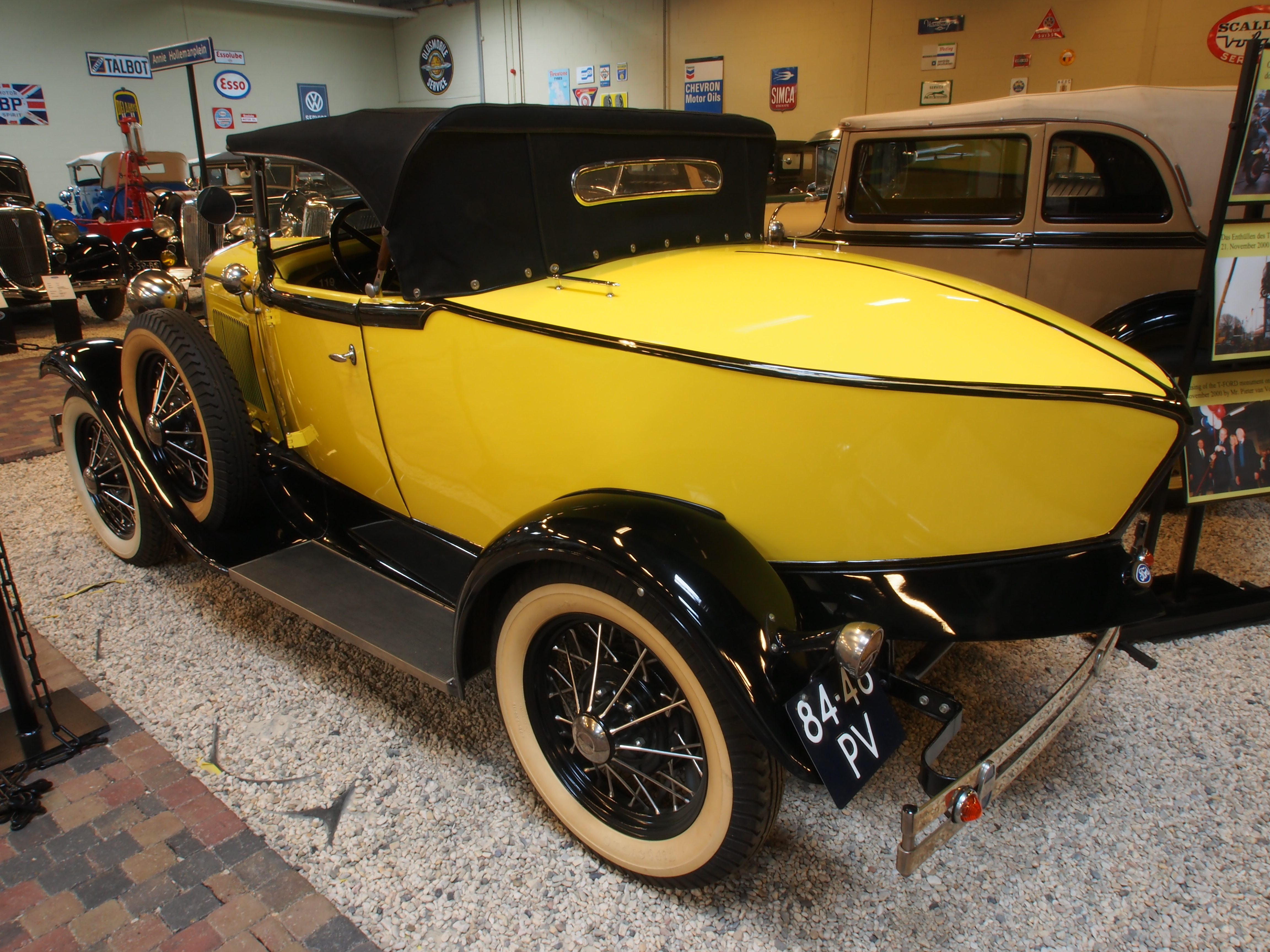
Runabout de 1930.
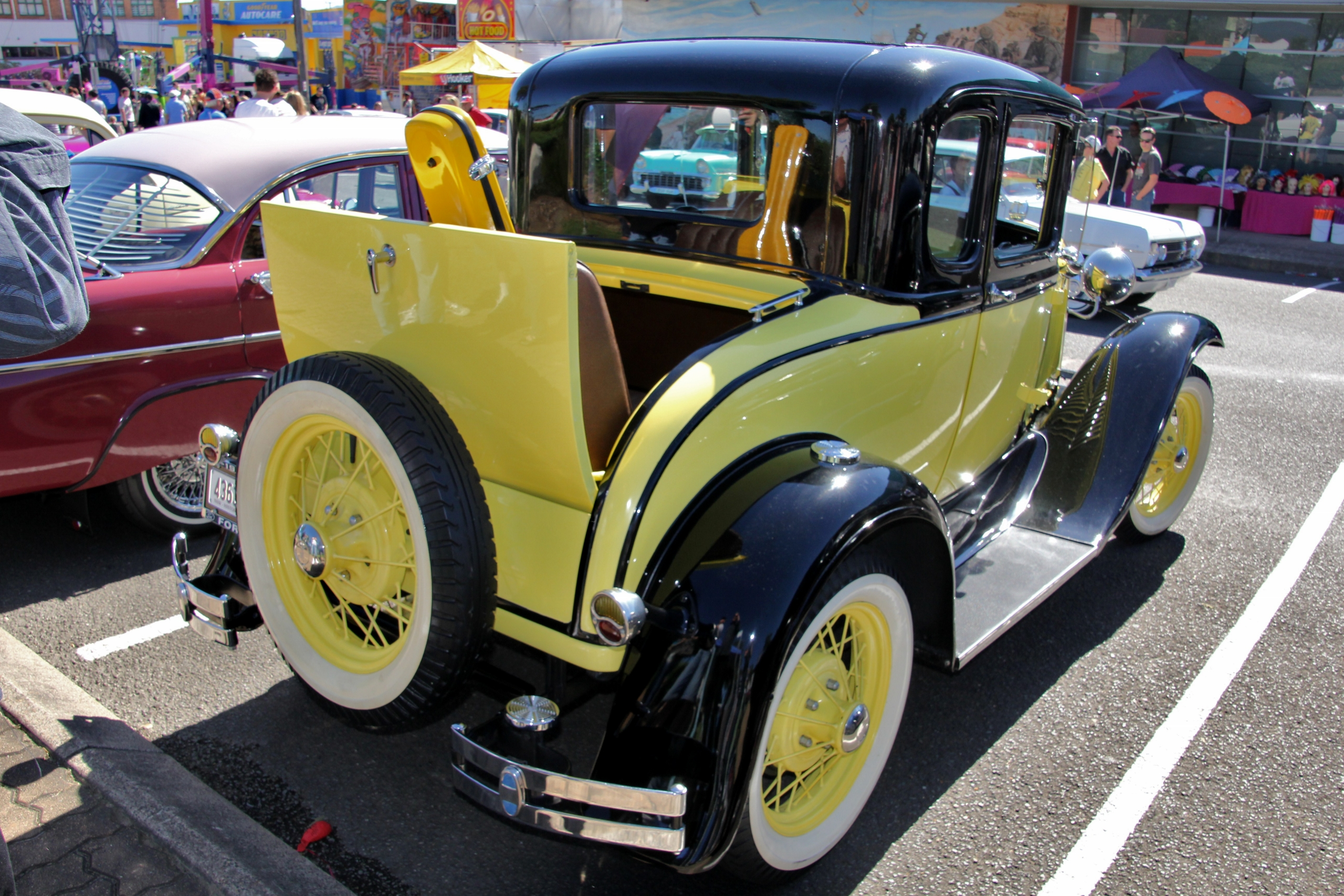
Coupé de 1931.
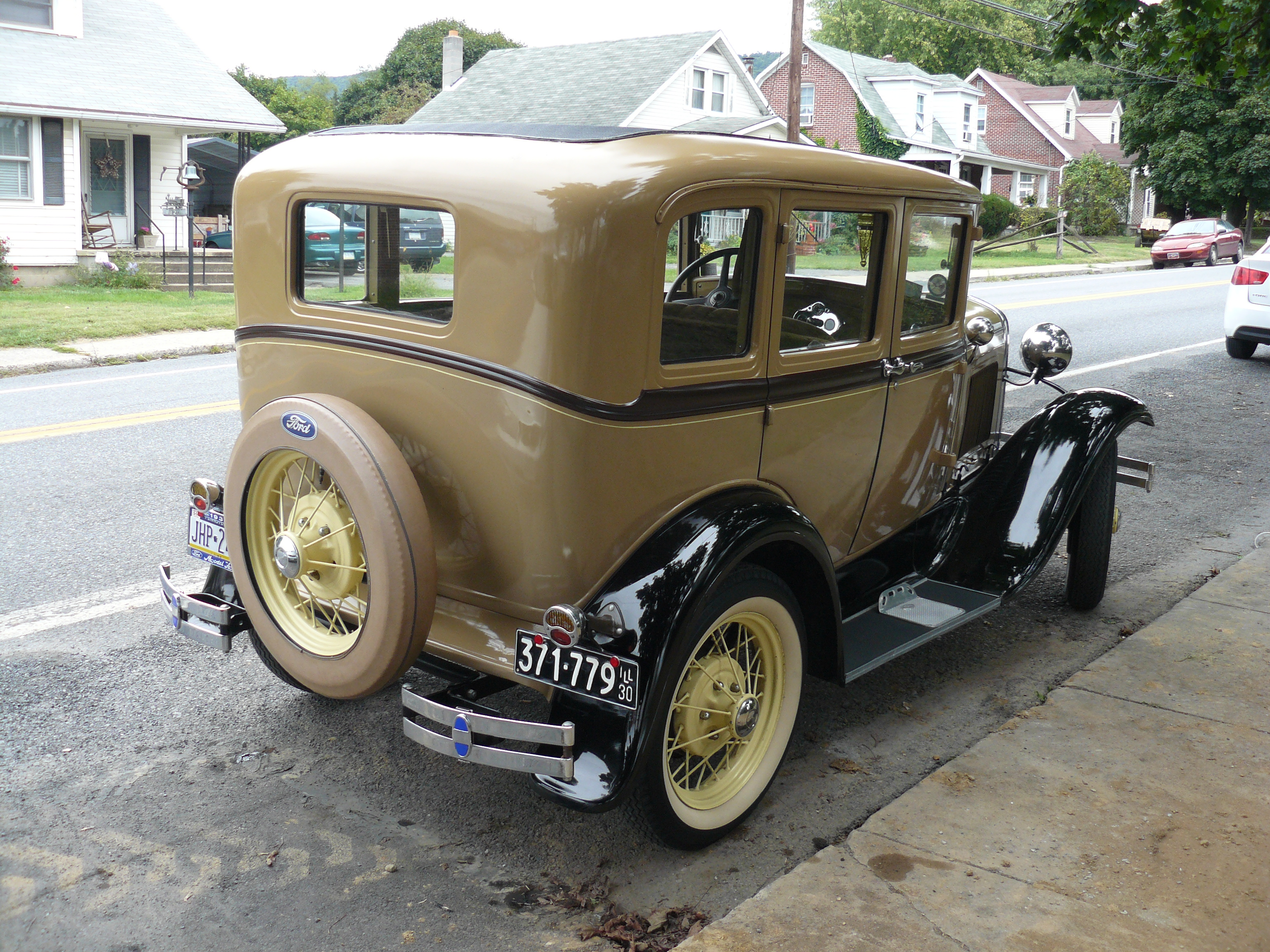
Berline de 1930.

## Camions
En parallèle seront fabriqués des pickups et fourgonnettes (Ford A) ainsi que des utilitaires à châssis allongé et renforcé baptisés Ford Model AA.

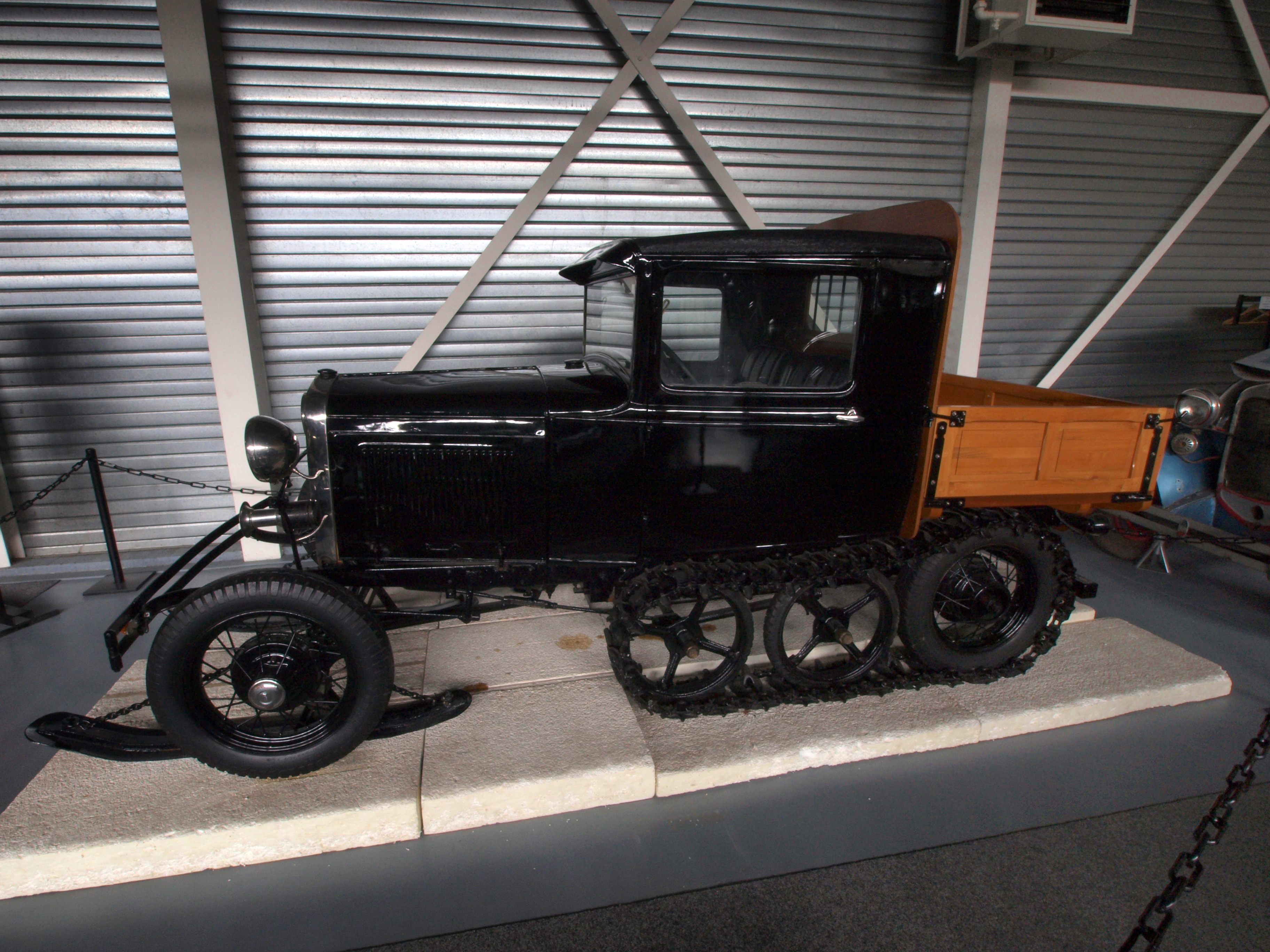
Chenille / Pick-up 1930.
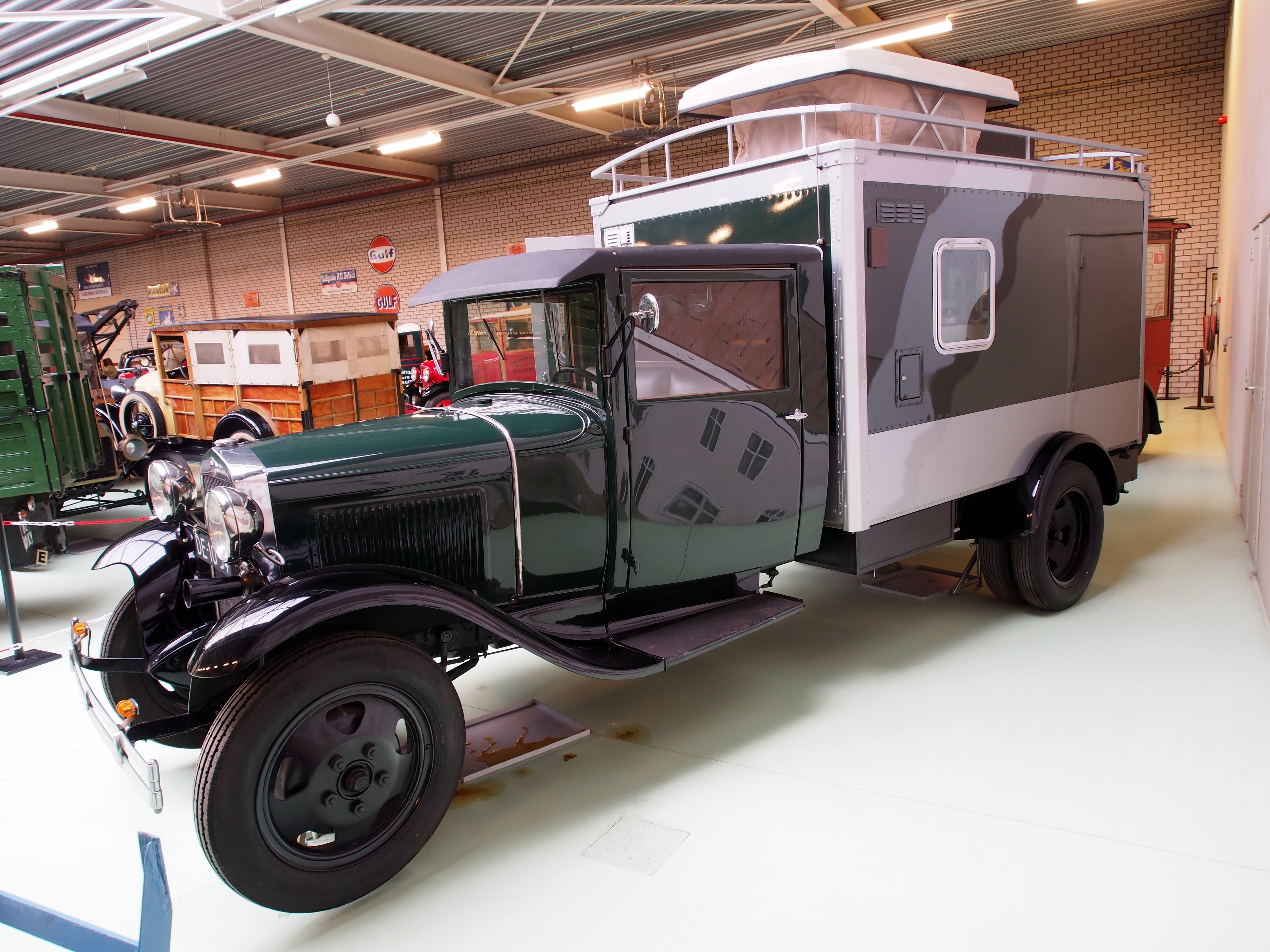
Camping-car 1931.
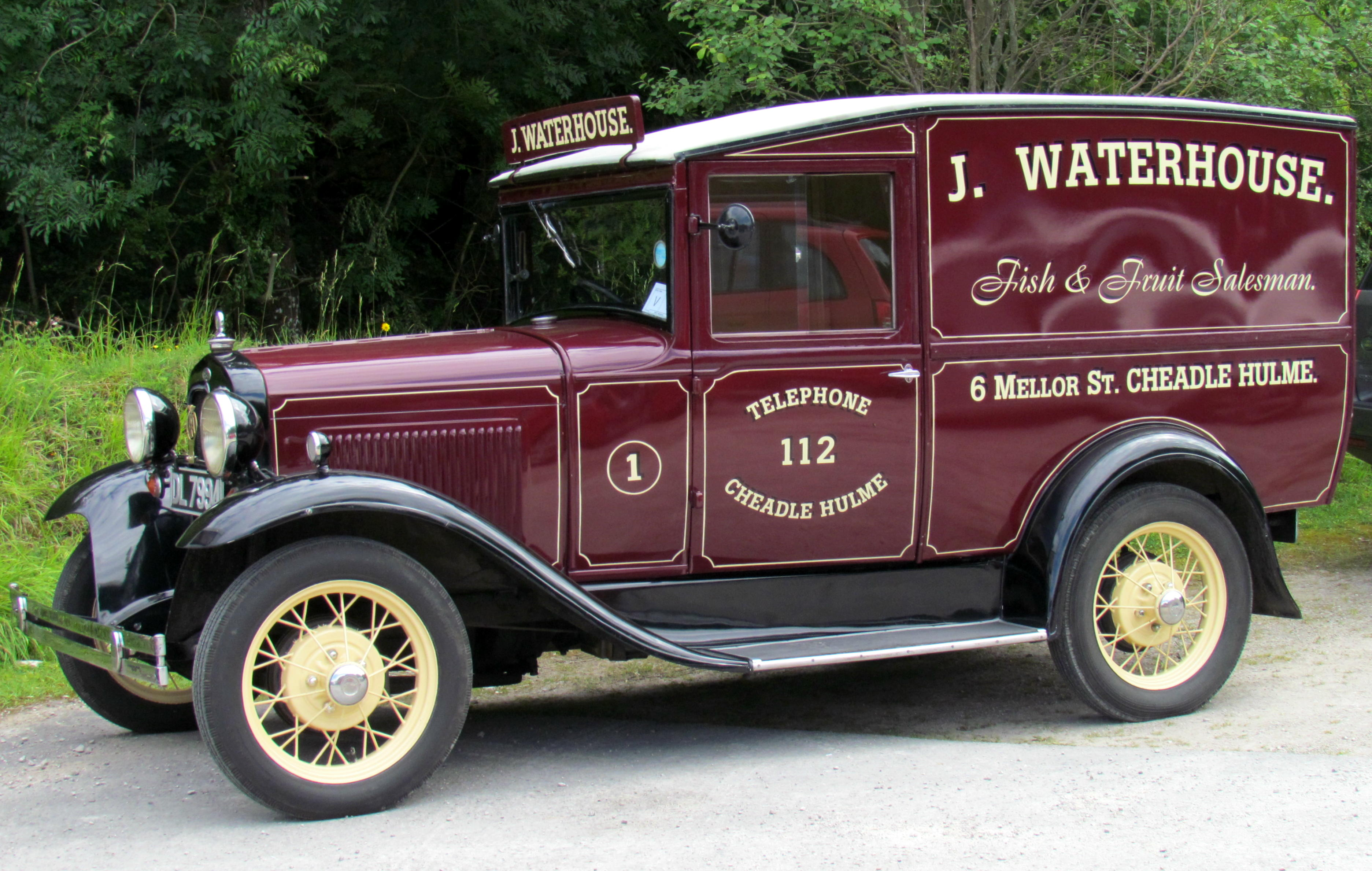
Fourgon.
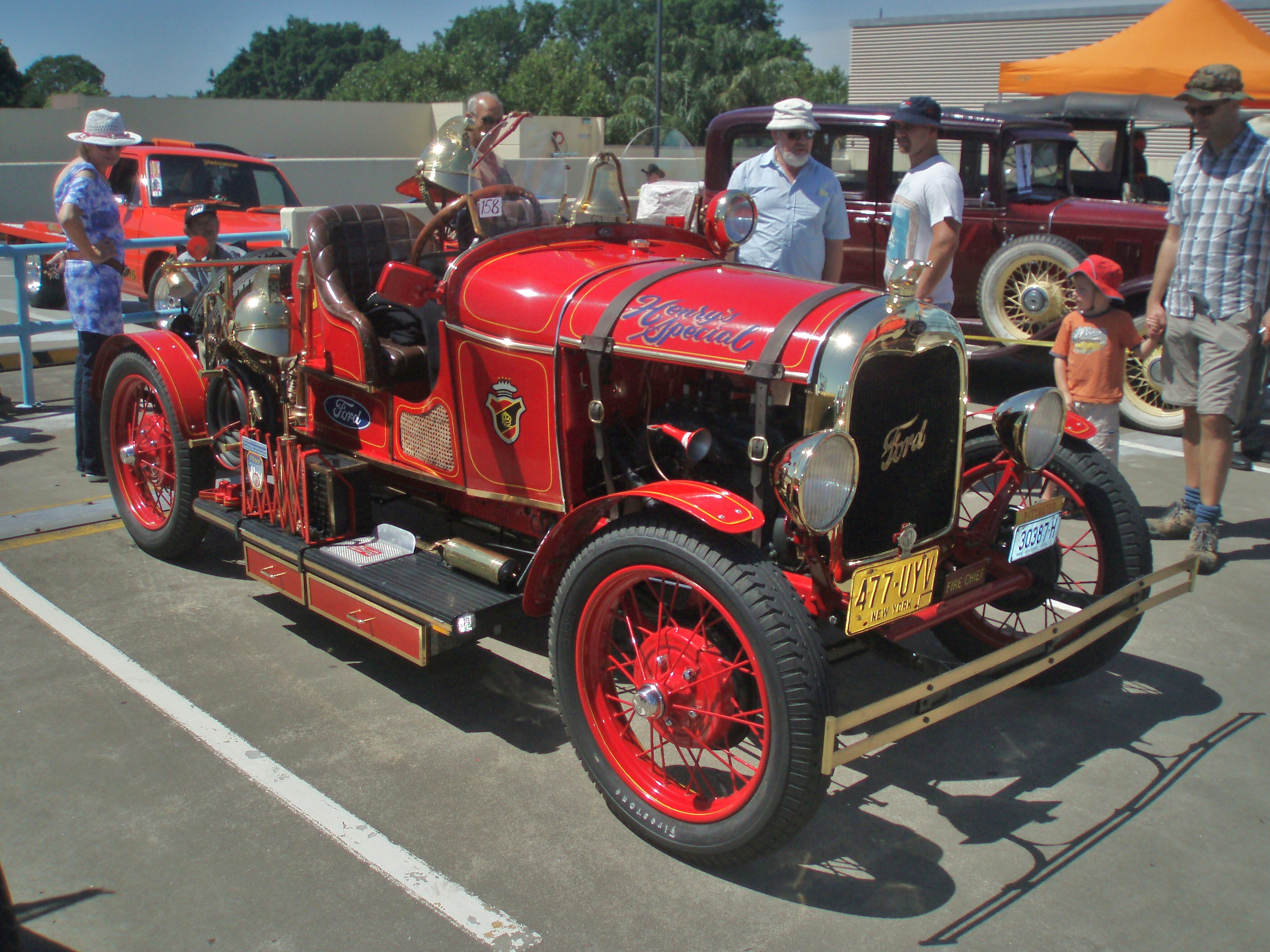
Fourgon d'incendie 1928.
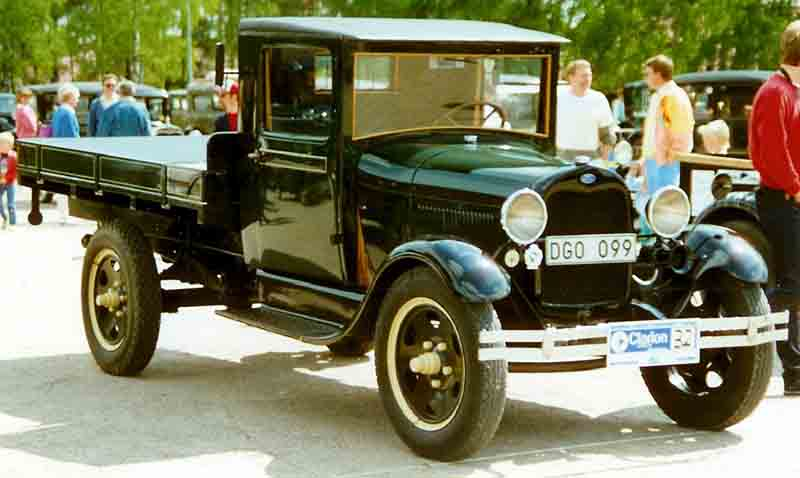
Ford AA (camion) 1929.

En Europe, des versions AF complètent la gamme. Elles sont dotées d'un moteur de 2 043 cm3 développant 28 chevaux et sont donc moins taxées du fait de leur puissance fiscale moindre (12 cv en France). Elles seront également produites sous licence en URSS sous le nom de GAZ-A par le constructeur automobile russe GAZ (et Ford-A Izhorskiy pour une version blindé militaire).

## Tuning vintage Hot rod
Les Ford A sont, avec les Ford B, des automobiles de collection de prédilection des préparateurs automobile amateurs de modèles de tuning vintage Hot rod de la Kustom Kulture américaine (le tuning Hot rod apparaît aux États-Unis dans les années 1930 / années 1950).

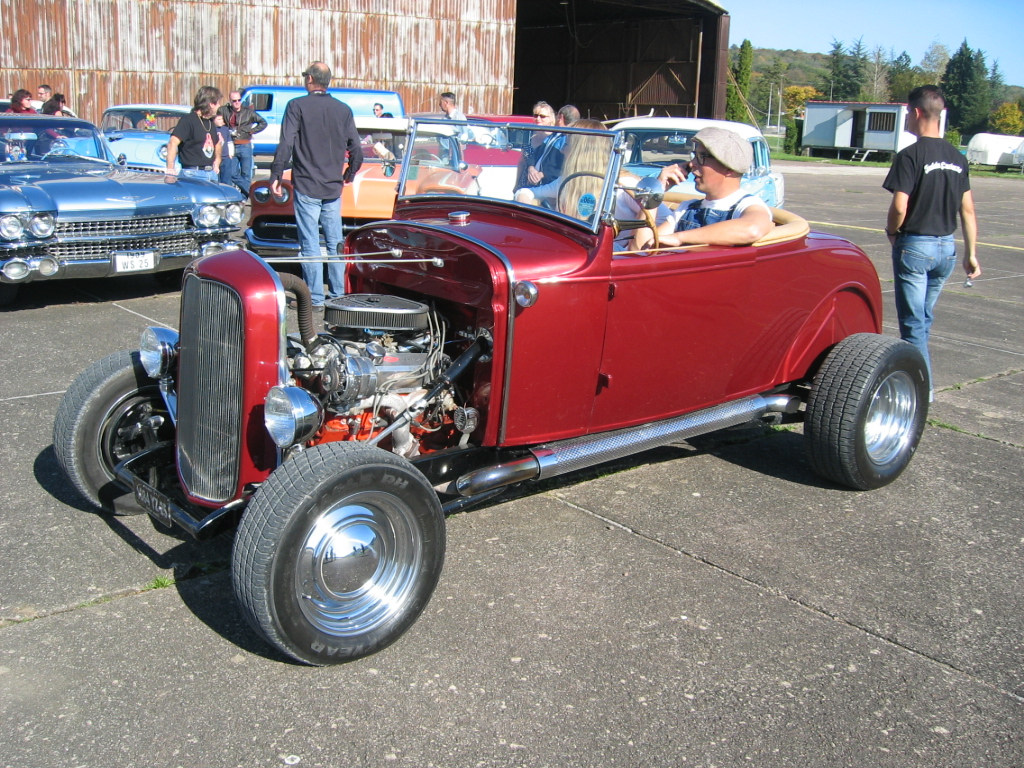
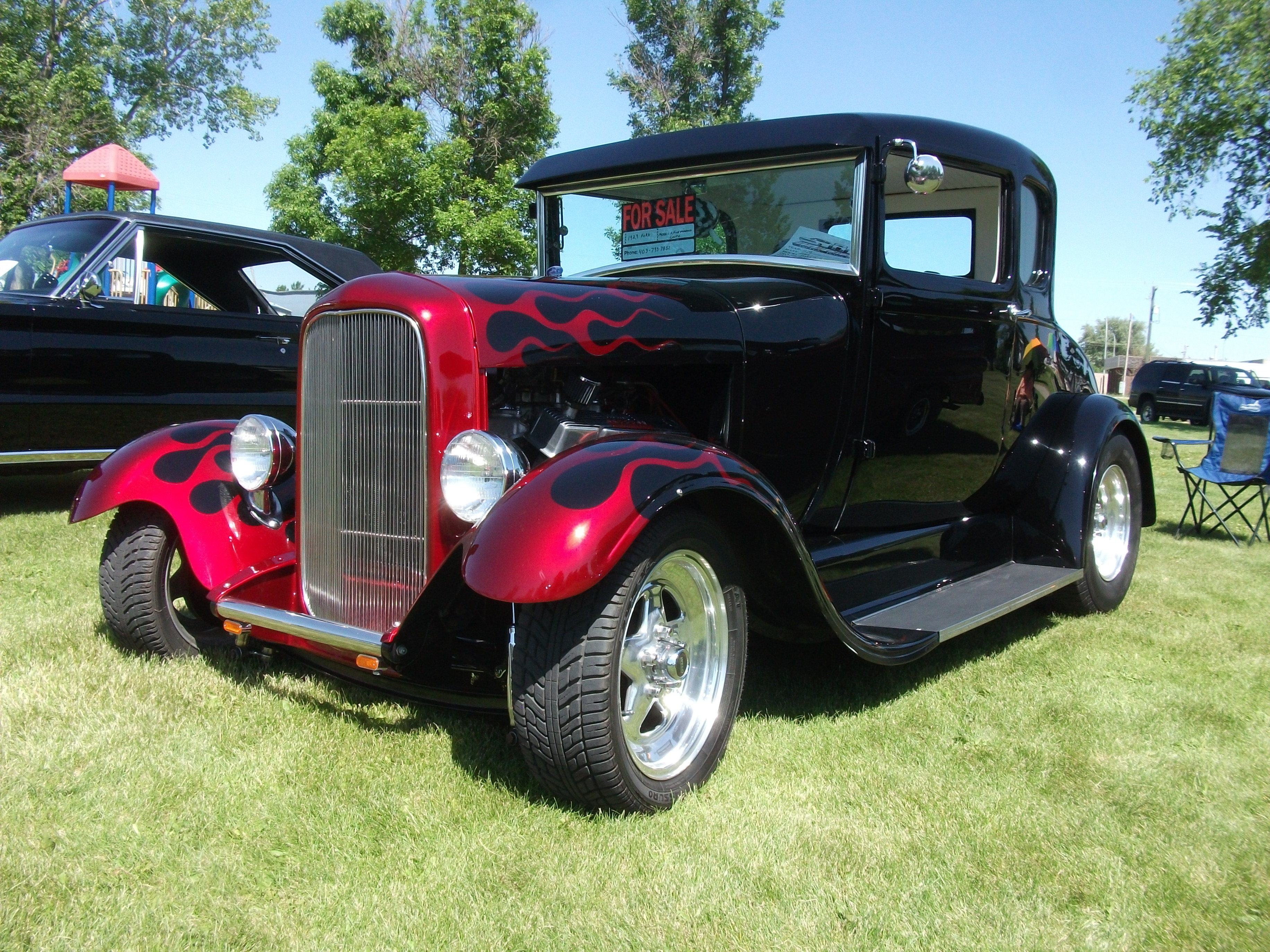
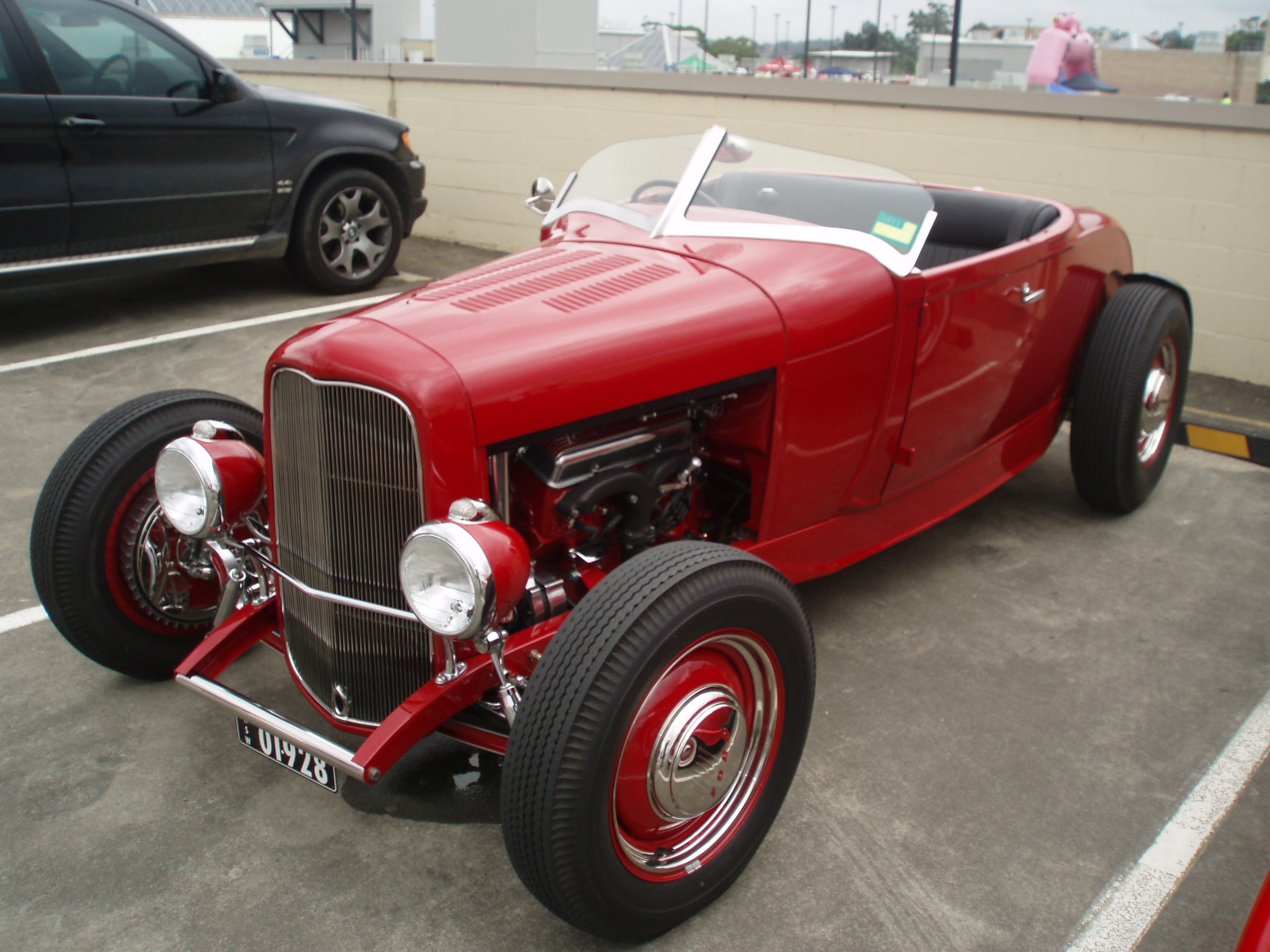
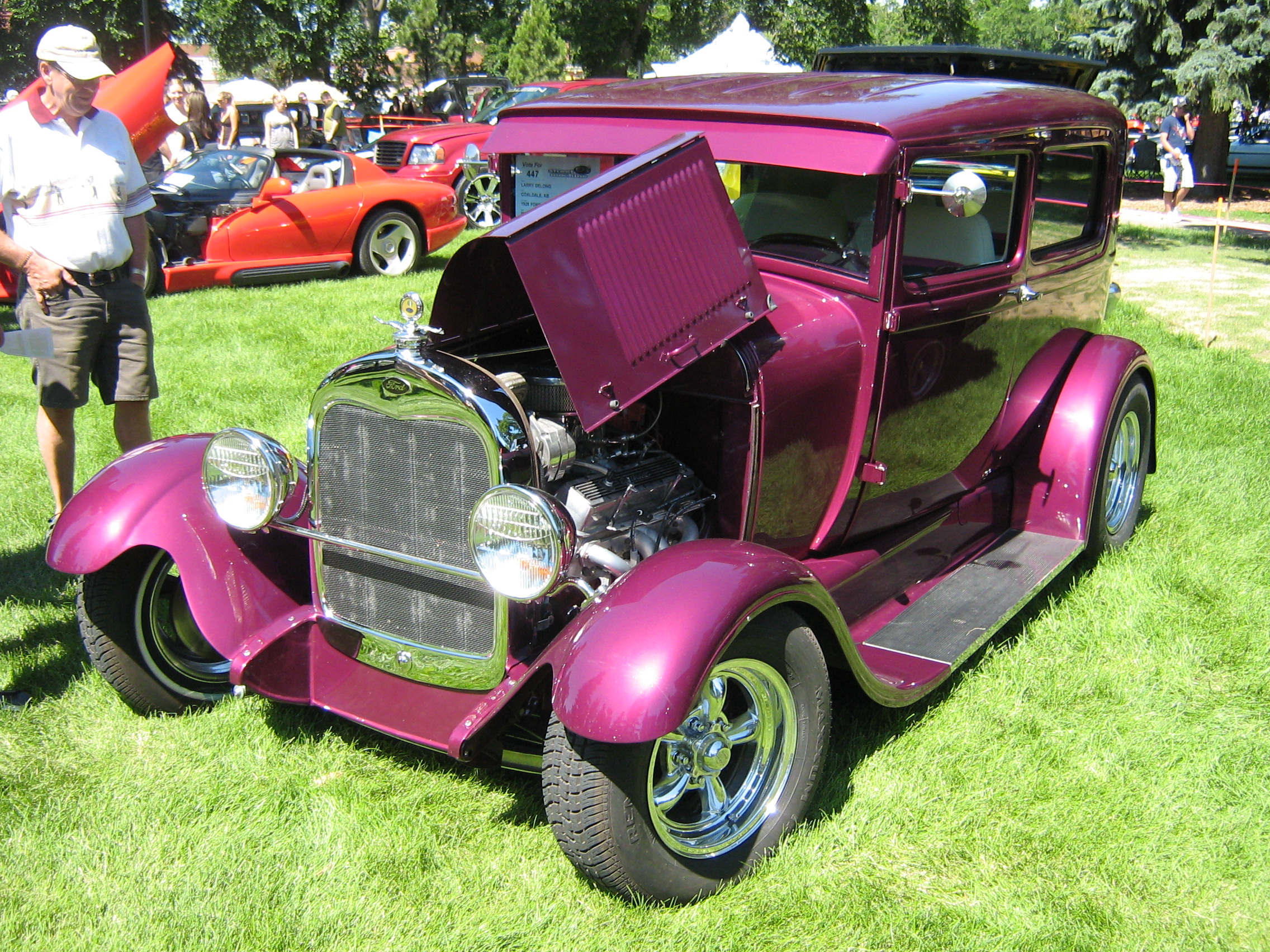
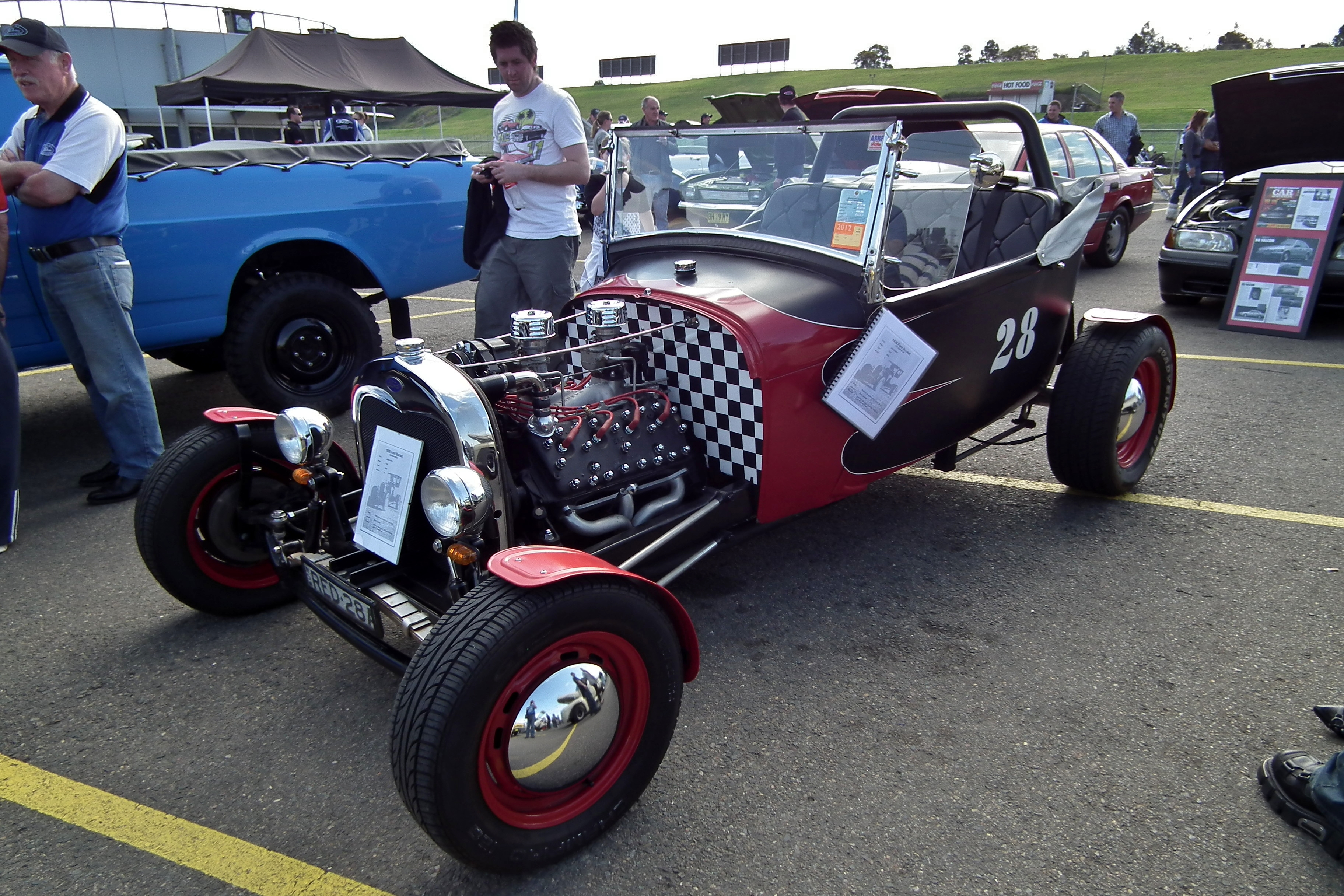
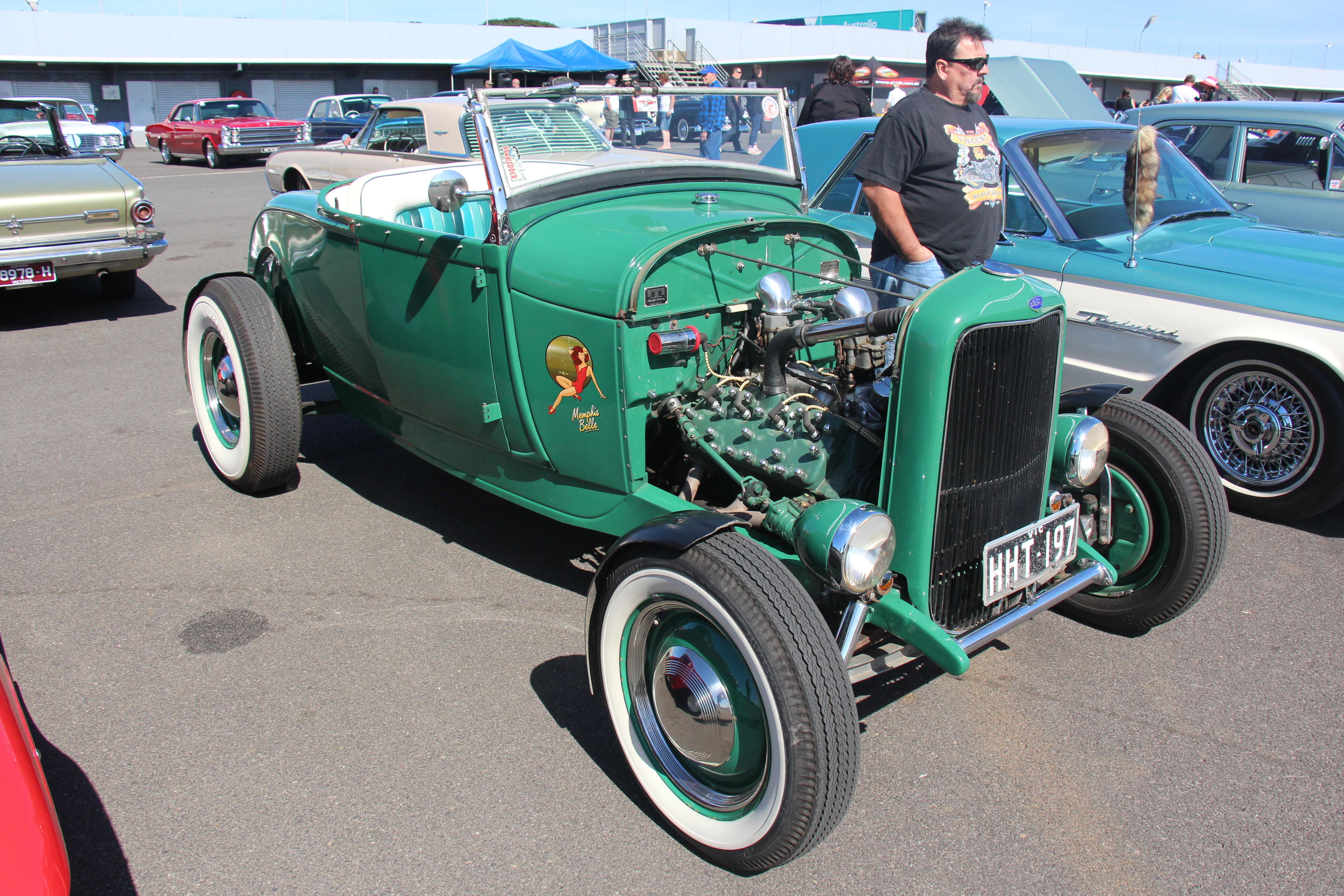
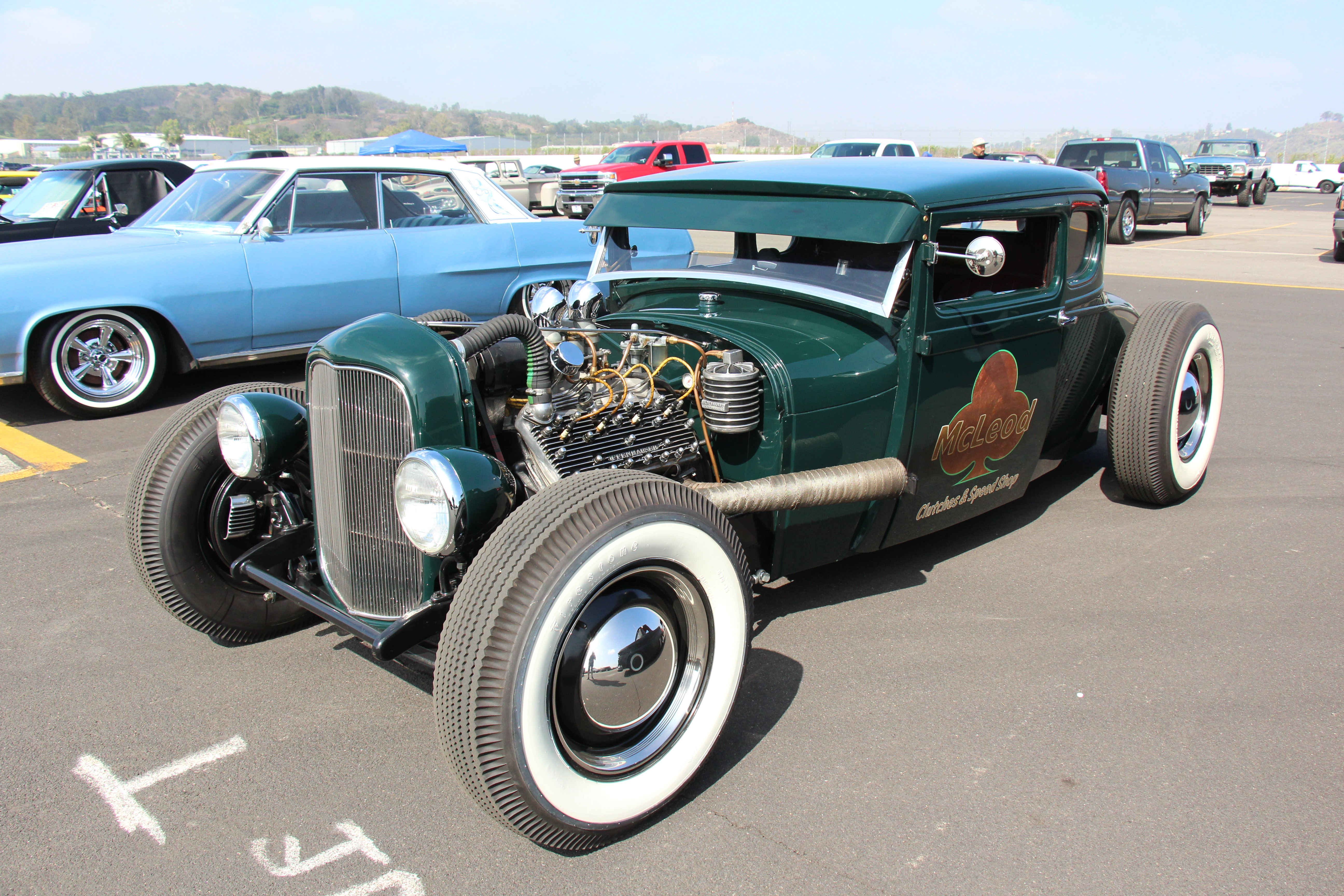
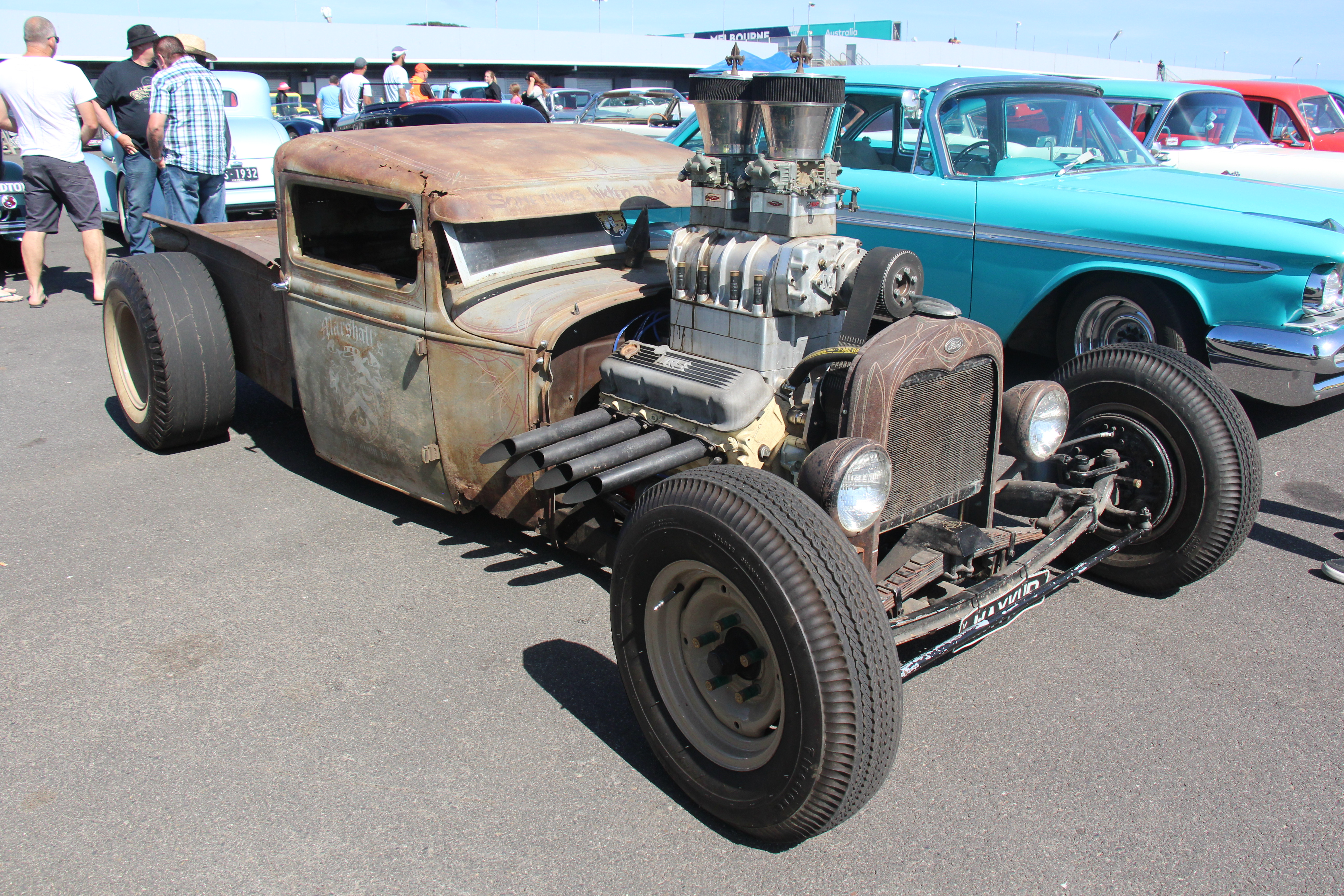
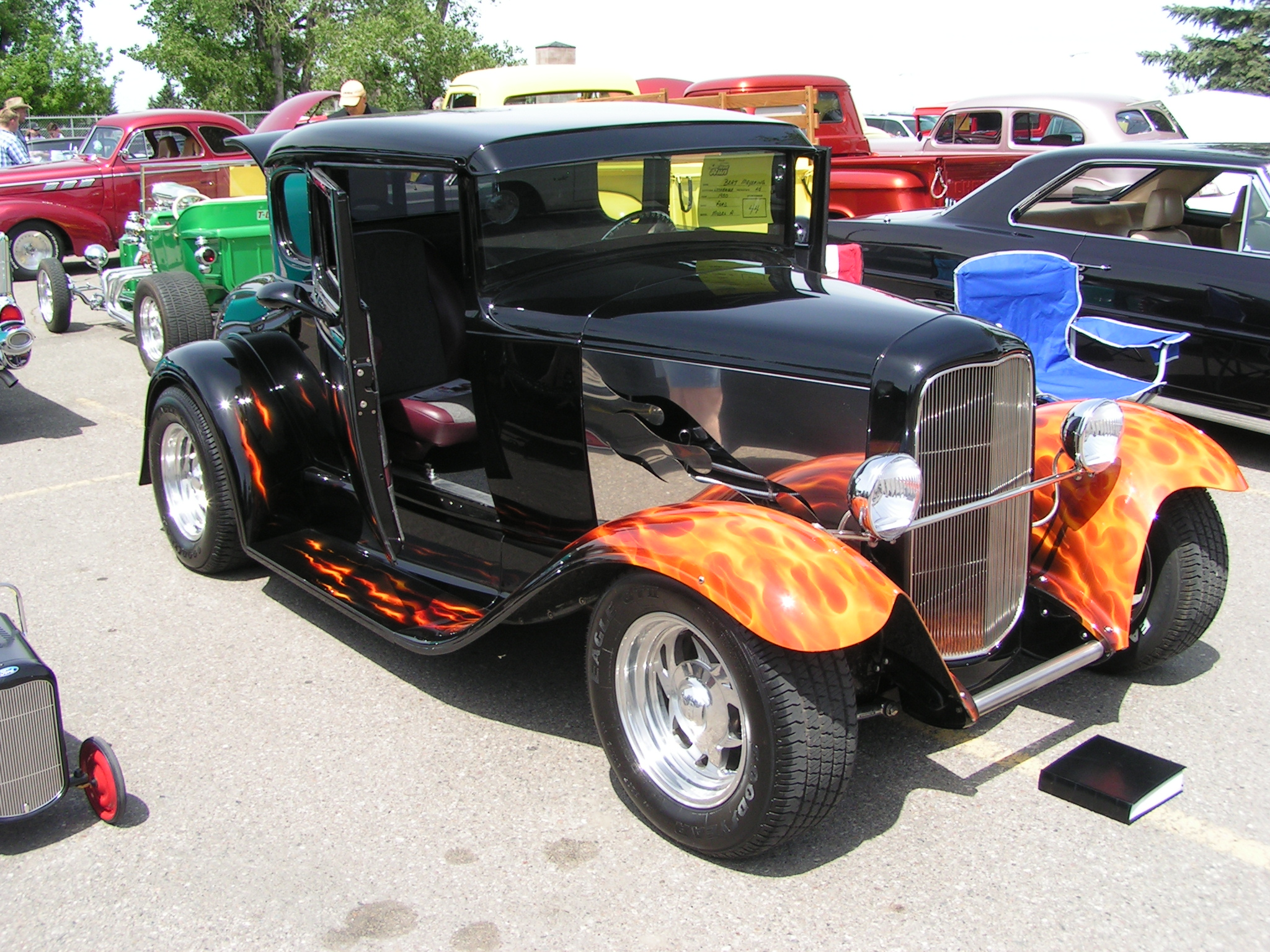
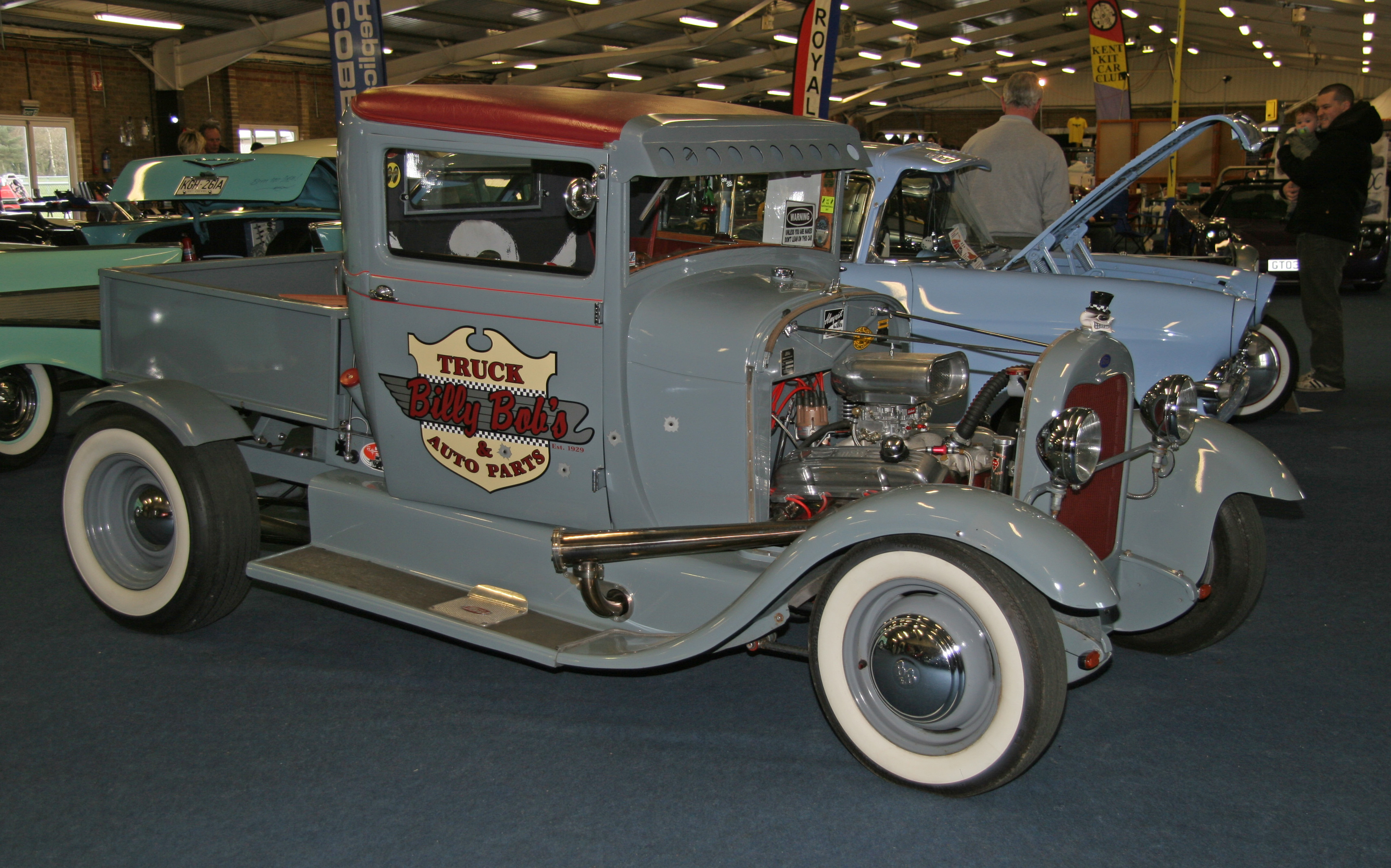

## Cinéma et musique
- 1973 : American Graffiti de George Lucas, film autobiographique culte, met en scène, entre autres, des Ford A Hot rod de la Kustom Kulture des années 1960.
- 2012 : I Gotsta Get Paid, clip blues rock Road movie de l’album La Futura de ZZ Top, met en scène quatre Ford A et Ford B Hot rod du groupe dans le désert américain.